# Louise Eneman-Wahlberg
Karin Louise Viktoria Eneman-Wahlberg, född Eneman 7 april 1881 i Malmö, död 21 mars 1961 i Arbrå i Hälsingland, var en svensk skådespelare. 

## Biografi
Eneman-Wahlberg studerade vid Dramatens elevskola 1898–1900. Hon var från 1906 till hans död gift med musikdirektör Anton Wahlberg (1878–1957). De är begravda på Arbrå kyrkogård.

## Filmografi
- 1920 – Thora van Deken
- 1925 – Ingmarsarvet
- 1929 – Konstgjorda Svensson
- 1929 – Studenterna på Tröstehult
- 1932 – Pojkarna på Storholmen
- 1933 – Vad veta väl männen
- 1937 – Pappas pojke
- 1938 – Goda vänner och trogna grannar

## Teater

### Roller (ej komplett)
| År   | Roll                         | Produktion                                                | Regi            | Teater            |
| ---- | ---------------------------- | --------------------------------------------------------- | --------------- | ----------------- |
| 1907 |                              | Larssons dotter Selfrid Kinmansson                        |                 | Östermalmsteatern |
| 1907 | Emilia                       | Ett köpmanshus i skärgården Emilie Flygare-Carlén         |                 | Östermalmsteatern |
| 1908 | Aouda                        | Jorden runt på åttio dagar Jules Verne                    |                 | Östermalmsteatern |
| 1908 | Birthe                       | Strandbyfolk Holger Drachmann                             |                 | Östermalmsteatern |
| 1908 | Ebba Fleming                 | Daniel Hjort Josef Julius Wecksell                        |                 | Östermalmsteatern |
| 1908 |                              | En smålänning, eller Sin egen lyckas smed Algot Sandberg  |                 | Östermalmsteatern |
| 1909 |                              | Fröken Sherlock Holmes Alfred Grünwald och Julius Brammer |                 | Östermalmsteatern |
| 1909 |                              | Bröderna Hansen Edgard Høyer                              | Peter Fjelstrup | Östermalmsteatern |
| 1909 |                              | Det kära barnet Arthur Wing Pinero                        |                 | Östermalmsteatern |
| 1910 | Abel                         | Kamraterna August Strindberg                              |                 | Intima Teatern    |
| 1910 | Tjänsteflickan               | Den objudna gästen Maurice Maeterlinck                    |                 | Intima Teatern    |
| 1912 | Paquerette                   | Spökhotellet Georges Feydeau och Maurice Desvallieres     | Albert Ranft    | Vasateatern       |
| 1914 | Fru Petersen                 | Lilla Eva Olga Ott                                        | Einar Fröberg   | Intima teatern    |
| 1914 | Grevinnan Ulla               | Karlavagnen Tor Hedberg                                   | Einar Fröberg   | Intima teatern    |
| 1915 | Första damen                 | Djävulen Ferenc Molnár                                    | Einar Fröberg   | Intima teatern    |
| 1915 | Grevinnan de Sassenage       | Pompadours triumf Adolf Paul                              | Einar Fröberg   | Intima teatern    |
| 1915 | Augusta Günther              | Äktenskapets förskola Otto Erich Hartleben                | Einar Fröberg   | Intima teatern    |
| 1915 | En sköterska                 | Hittebarnet August Blanche                                | Einar Fröberg   | Intima teatern    |
| 1915 | Lina                         | Moral Ludwig Thoma                                        | Einar Fröberg   | Intima teatern    |
| 1916 | Fru Blond                    | En gåtfull kvinna Robert Reinert                          | Einar Fröberg   | Intima teatern    |
| 1916 | Första frun                  | Hannele Gerhart Hauptmann                                 | Einar Fröberg   | Intima teatern    |
| 1917 | Översköterskan               | Fädernesland Einar Christiansen                           | Einar Fröberg   | Intima teatern    |
| 1917 | Madame von Plessen           | Stövlett-Kathrine Dikken von der Lyhe Zernichow           | Einar Fröberg   | Intima teatern    |
| 1917 | Kommersrådinnan              | Kapten Puff eller Storprataren Olof Kexél                 | Rune Carlsten   | Intima teatern    |
| 1917 | Lucie                        | Pernillas korta frökentid Ludvig Holberg                  | Rune Carlsten   | Intima teatern    |
| 1918 | Abbedissan                   | Syster Beatrice Maurice Maeterlinck                       | Einar Fröberg   | Intima teatern    |
| 1919 | Fru Severin                  | Ett experiment Hjalmar Bergman                            | Einar Fröberg   | Intima teatern    |
| 1919 | Fru Ordeyne                  | En gammal ungkarls moral William J. Locke                 | Albert Ståhl    | Intima teatern    |
| 1920 | Arianke Boktryckare          | Barnsölet Ludvig Holberg                                  | Rune Carlsten   | Intima teatern    |
| 1920 | Amy                          | Öga för öga John Galsworthy                               | Einar Fröberg   | Intima teatern    |
| 1920 | Marie                        | 2 X 2=5 Gustav Wied                                       |                 | Intima teatern    |
| 1921 | Modern                       | Nju Osip Dymov                                            | Rune Carlsten   | Intima teatern    |
| 1921 | Fru Heyst                    | Påsk August Strindberg                                    |                 | Intima teatern    |
| 1929 | Markisinnan de Langelier     | Äventyret Gaston Arman de Caillavet och Robert de Flers   | Karl Hedberg    | Dramaten          |
| 1930 | Camilla Zernecke, överläkare | En liten olycka Floyd Dell och Thomas Mitchell            | Gösta Ekman     | Oscarsteatern     |
| 1931 | Bergsrådinnan Fristedt       | Dunungen Selma Lagerlöf                                   | Gustaf Linden   | Skansenteatern    |